# Jan Suchan
Jan Suchan (* 18. ledna 1996 Příbram) je český profesionální fotbalista, který hraje na pozici ofensivního záložníka za český klub FK Jablonec. Je také bývalým českým mládežnickým reprezentantem.

## Klubová kariéra

### Příbram
Suchan je odchovancem klubu 1. FK Příbram, kde byl v létě 2014 byl zařazen do kádru A-mužstva. V 1. české lize debutoval v dresu Příbrami 25. 10. 2014 proti FC Baník Ostrava (výhra 3:1), dostal se na hřiště v 85. minutě. Svůj první ligový gól vstřelil ve 22. kole proti FC Vysočina Jihlava, když v 54. minutě vyrovnával na konečných 1:1. Podruhé se střelecky prosadil ve 29. kole hraném 23. května 2015 proti FC Zbrojovka Brno (výhra 3:2). Celkem za mužstvo odehrál 15 střetnutí v lize.

### Viktoria Plzeň
Po sezóně 2014/15 ho společně se spoluhráčem Alešem Matějů koupil klub FC Viktoria Plzeň, hráč podepsal smlouvu do léta 2019.

#### Příbram (hostování)
V červenci 2015 byl poslán obratem na hostování zpět do Příbrami. Společně s ním z Viktorie přišli také na hostování Matěj Končal a David Štípek. V lednu 2016 se vrátil na zimní přípravu do Plzně. V klubu se neprosadil a odešel hostovat zpět do Příbrami. Svou jedinou ligovou branku v ročníku vsítil 18. 3. 2016 proti Jihlavě (výhra 3:1), v 78. minutě zvýšil na konečných 3:0. V dresu celku během roku nastoupil k 17 ligovým zápasům.

#### Příbram (druhé hostování)
V lednu 2017 se opět vrátil hostovat do mužstva 1. FK Příbram, kde začal svou fotbalovou kariéru.

#### Teplice (hostování)
V červenci 2017 odešel hostovat z Viktorie Plzeň do FK Teplice.

## Reprezentační kariéra
Nastupoval za české mládežnické reprezentace od kategorie U18.